# Wiesiołaja Płota
Wiesiоłaja Płota (ros. Весёлая Плота) – chutor w zachodniej Rosji, w sielsowiecie bolszeannienkowskim rejonu fatieżskiego w obwodzie kurskim.

## Geografia
Miejscowość położona jest nad ruczajem Płota w dorzeczu Usoży, 3 km od centrum administracyjnego sielsowietu (Bolszoje Annienkowo), 12 km na północny wschód od centrum administracyjnego rejonu (Fatież), 47 km na północny zachód od Kurska, 12,5 km od drogi magistralnej (federalnego znaczenia) M2 «Krym» (część trasy europejskiej E105).
W chutorze znajdują się 23 posesje.
Klimat
Miejscowość, jak i cały rejon, znajduje się w strefie klimatu kontynentalnego z łagodnym ciepłym latem i równomiernie rozłożonymi opadami rocznymi (Dfb w klasyfikacji klimatów Köppena).

## Demografia
W 2010 r. chutor zamieszkiwało 11 osób.